# Relacions entre distribucions de probabilitat

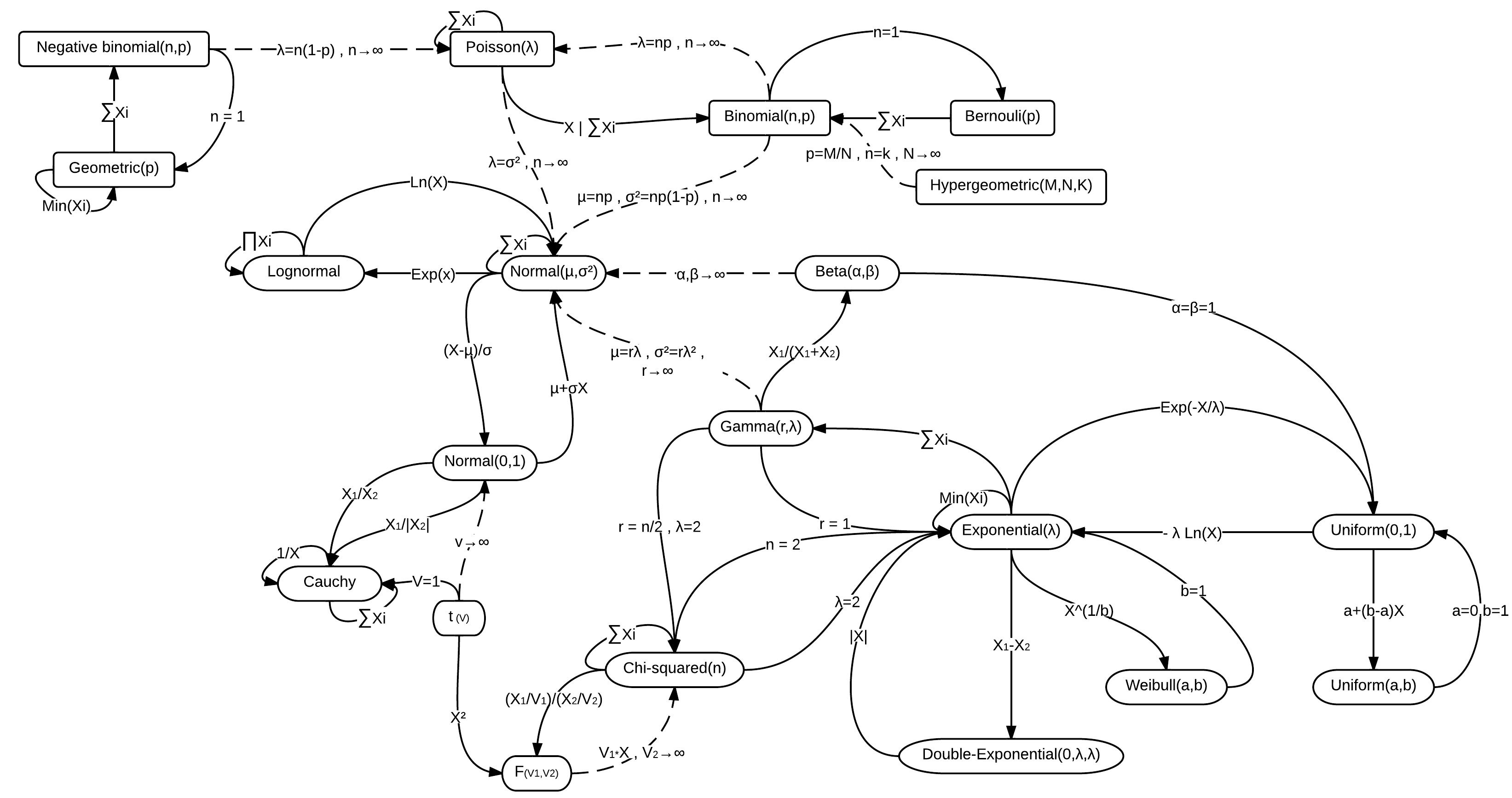
Les relacions entre algunes de les distribucions de probabilitat univariades s'il·lustren amb línies connectades. les línies discontínues signifiquen una relació aproximada. més informació:

En la teoria de la probabilitat i l'estadística, hi ha diverses relacions entre les distribucions de probabilitat. Aquestes relacions es poden classificar en els següents grups:
- Una distribució és un cas especial d'una altra amb un espai de paràmetres més ampli;
- Transformes (funció d'una variable aleatòria);
- Combinacions (funció de diverses variables);
- Relacions d'aproximació (límit);
- Relacions compostes (útils per a la inferència bayesiana);

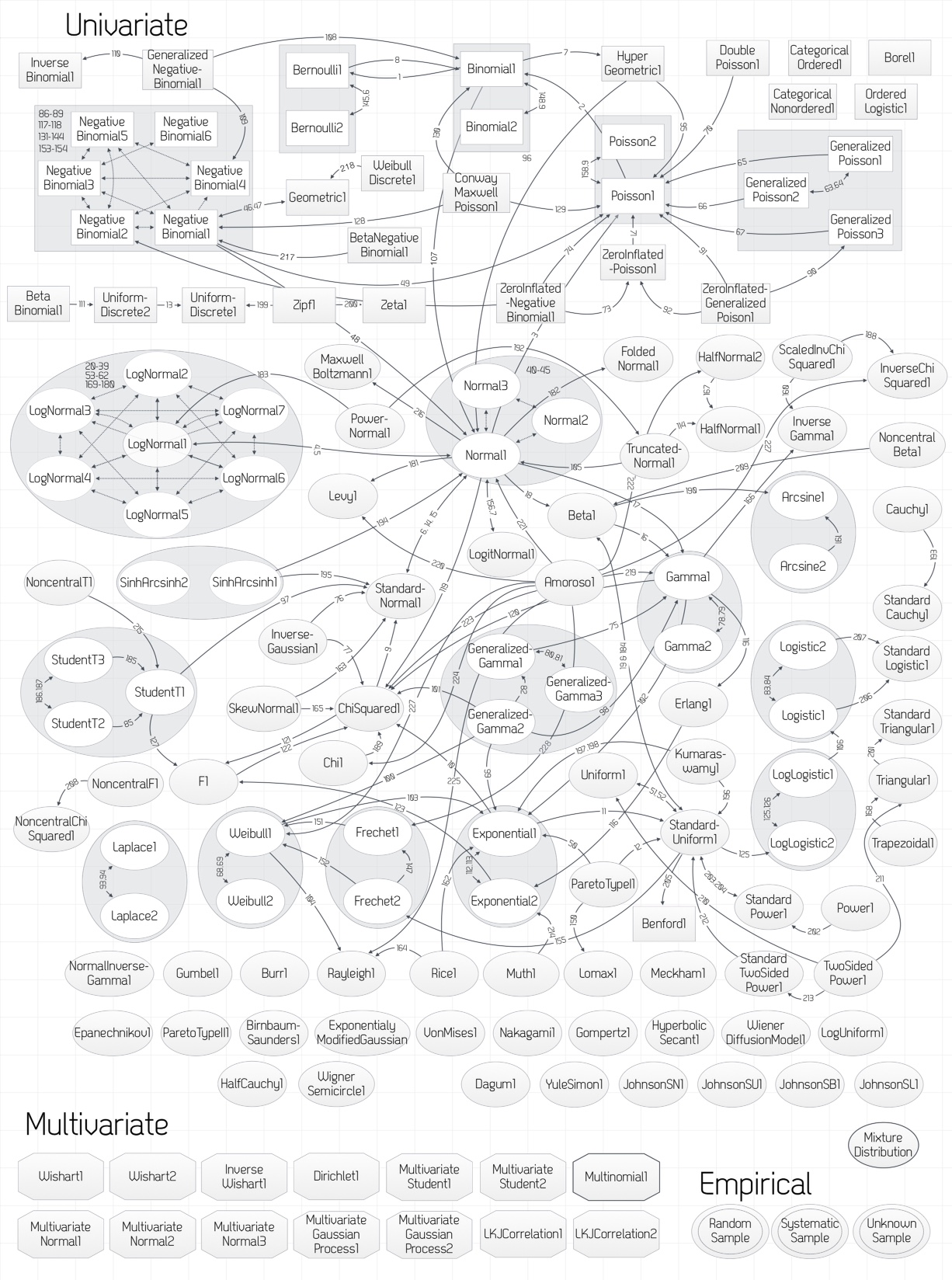
Relacions entre distribucions de probabilitat univariades a ProbOnto.

- Dualitat;
- A priori conjugat.

## Cas especial de parametrització de distribucions
- Una distribució binomial amb paràmetres n = 1 i p és una distribució de Bernoulli amb paràmetre p.
- Una distribució binomial negativa amb paràmetres n = 1 i p és una distribució geomètrica amb paràmetre p.
- Una distribució gamma amb el paràmetre de forma α = 1 i el paràmetre de velocitat β és una distribució exponencial amb el paràmetre de velocitat β.
- Una distribució gamma amb el paràmetre de forma α = v /2 i el paràmetre de velocitat β = 1/2 és una distribució chi quadrat amb ν graus de llibertat.
- Una distribució chi quadrat amb 2 graus de llibertat (k = 2) és una distribució exponencial amb un valor mitjà de 2 (taxa λ = 1/2).
- Una distribució de Weibull amb el paràmetre de forma k = 1 i el paràmetre de velocitat β és una distribució exponencial amb el paràmetre de velocitat β.
- Una distribució beta amb paràmetres de forma α = β = 1 és una distribució uniforme contínua sobre els nombres reals de 0 a 1.
- Una distribució beta-binomial amb el paràmetre n i els paràmetres de forma α = β = 1 és una distribució uniforme discreta sobre els nombres enters de 0 a n.
- La distribució t de Student amb un grau de llibertat (v = 1) és una distribució de Cauchy amb el paràmetre de localització x = 0 i el paràmetre d'escala γ = 1.
- Una distribució Burr amb paràmetres c = 1 i k (i escala λ) és una distribució Lomax amb forma k (i escala λ).

## Transformació d'una variable

### Múltiple d'una variable aleatòria
Multiplicant la variable per qualsevol constant real positiva s'obté una escala de la distribució original. Alguns s'autorepliquen, és a dir, que l'escala produeix la mateixa família de distribucions, encara que amb un paràmetre diferent: distribució normal, distribució gamma, distribució Cauchy, distribució exponencial, distribució Erlang, distribució Weibull, distribució logística, distribució d'errors, distribució de llei de potència, distribució de Rayleigh.
Exemples d'aquestes distribucions univariades són: distribucions normals, distribucions de Poisson, distribucions binomials (amb probabilitat d'èxit comuna), distribucions binomials negatives (amb probabilitat d'èxit comuna), distribucions gamma (amb paràmetre de taxa comú), distribucions chi quadrat, distribucions de Cauchy, hiperexponencial distribucions.
- Si X és una variable aleatòria Binomial (n, p) i el paràmetre p és una variable aleatòria amb distribució beta (α, β), llavors X es distribueix com a Beta-Binomial (α, β, n).
- Si X és una variable aleatòria gamma amb paràmetres de forma i escala (k, θ), aleshores Y = aX és una variable aleatòria gamma amb paràmetres (k, a θ).

### Funció lineal d'una variable aleatòria
La transformada afí ax + b produeix una reubicació i escala de la distribució original. Els següents són autoreplicables: distribució normal, distribució Cauchy, distribució logística, distribució d'errors, distribució d'energia, distribució Rayleigh.
Exemple:
- Si Z és una variable aleatòria normal amb paràmetres (μ = m, σ2 = s2), aleshores X = aZ + b és una variable aleatòria normal amb paràmetres (μ = am + b, σ2 = a2s2).

### Recíproc d'una variable aleatòria
El recíproc 1/ X d'una variable aleatòria X, és un membre de la mateixa família de distribució que X, en els casos següents: distribució de Cauchy, distribució F, distribució logística logística.
Exemples:
- Si X és una variable aleatòria beta (α, β) aleshores (1 − X) és una variable aleatòria beta (β, α).
- Si X és una variable aleatòria binomial (n, p) aleshores (n - X) és un binomial (n, 1 − p) variable aleatòria.

## Funcions de diverses variables

### Suma de variables
La distribució de la suma de variables aleatòries independents és la convolució de les seves distribucions. Suposem {\displaystyle Z} és la suma de {\displaystyle n} variables aleatòries independents {\displaystyle X_{1},\dots ,X_{n}} cadascuna amb funcions de massa de probabilitat {\displaystyle f_{X_{i}}(x)}. Aleshores{\displaystyle Z=\sum _{i=1}^{n}{X_{i}}.}Si té una distribució de la mateixa família de distribucions que les variables originals, es diu que aquesta família de distribucions està tancada sota la convolució.
Exemples d'aquestes distribucions univariades són: distribucions normals, distribucions de Poisson, distribucions binomials (amb probabilitat d'èxit comuna), distribucions binomials negatives (amb probabilitat d'èxit comuna), distribucions gamma (amb paràmetre de taxa comú), distribucions chi quadrat, distribucions de Cauchy, hiperexponencial distribucions.
Exemples:
- La suma de n variables aleatòries de Bernoulli (p) és una variable aleatòria binomial (n, p).
- La suma de n variables aleatòries geomètriques amb probabilitat d'èxit p és una variable aleatòria binomial negativa amb els paràmetres n i p.
- La suma de n variables aleatòries exponencials (β) és una variable aleatòria gamma (n, β). Com que n és un nombre enter, la distribució gamma també és una distribució d'Erlang.
- La suma dels quadrats de N variables aleatòries normals estàndard té una distribució chi quadrat amb N graus de llibertat.

### Producte de variables
El producte de variables aleatòries independents X i Y pot pertànyer a la mateixa família de distribució que X i Y: distribució de Bernoulli i distribució log-normal.
Exemple:
Si X 1 i X ₂ són variables aleatòries log-normal independents amb paràmetres (μ 1, σ 2
1 ) i (μ ₂, σ 2
2) respectivament, aleshores X 1 X ₂ és una variable aleatòria log-normal amb paràmetres (μ 1 + μ ₂, σ 2
1 + σ 2
2 ).

### Mínim i màxim de variables aleatòries independents
Per a algunes distribucions, el valor mínim de diverses variables aleatòries independents és membre de la mateixa família, amb diferents paràmetres: distribució de Bernoulli, distribució geomètrica, distribució exponencial, distribució de valors extrems, distribució de Pareto, distribució de Rayleigh, distribució de Weibull.

## Relacions compostes (o bayesianes)
Quan un o més paràmetres d'una distribució són variables aleatòries, la distribució composta és la distribució marginal de la variable.
Exemples:
- Si X | N és una variable aleatòria binomial (N, p), on el paràmetre N és una variable aleatòria amb distribució binomial negativa (m, r ), llavors X es distribueix com un binomial negatiu (m, r /( p + qr)) .
- Si X | N és una variable aleatòria binomial (N, p), on el paràmetre N és una variable aleatòria amb distribució de Poisson( μ ), llavors X es distribueix com a Poisson (μp).
- Si X | μ és una variable aleatòria de Poisson (μ) i el paràmetre μ és una variable aleatòria amb una distribució gamma( m, θ ) (on θ és el paràmetre d'escala), aleshores X es distribueix com un binomi negatiu (m, θ /(1) + θ)), de vegades anomenada distribució gamma-Poisson.